# Ryder Cup 2016

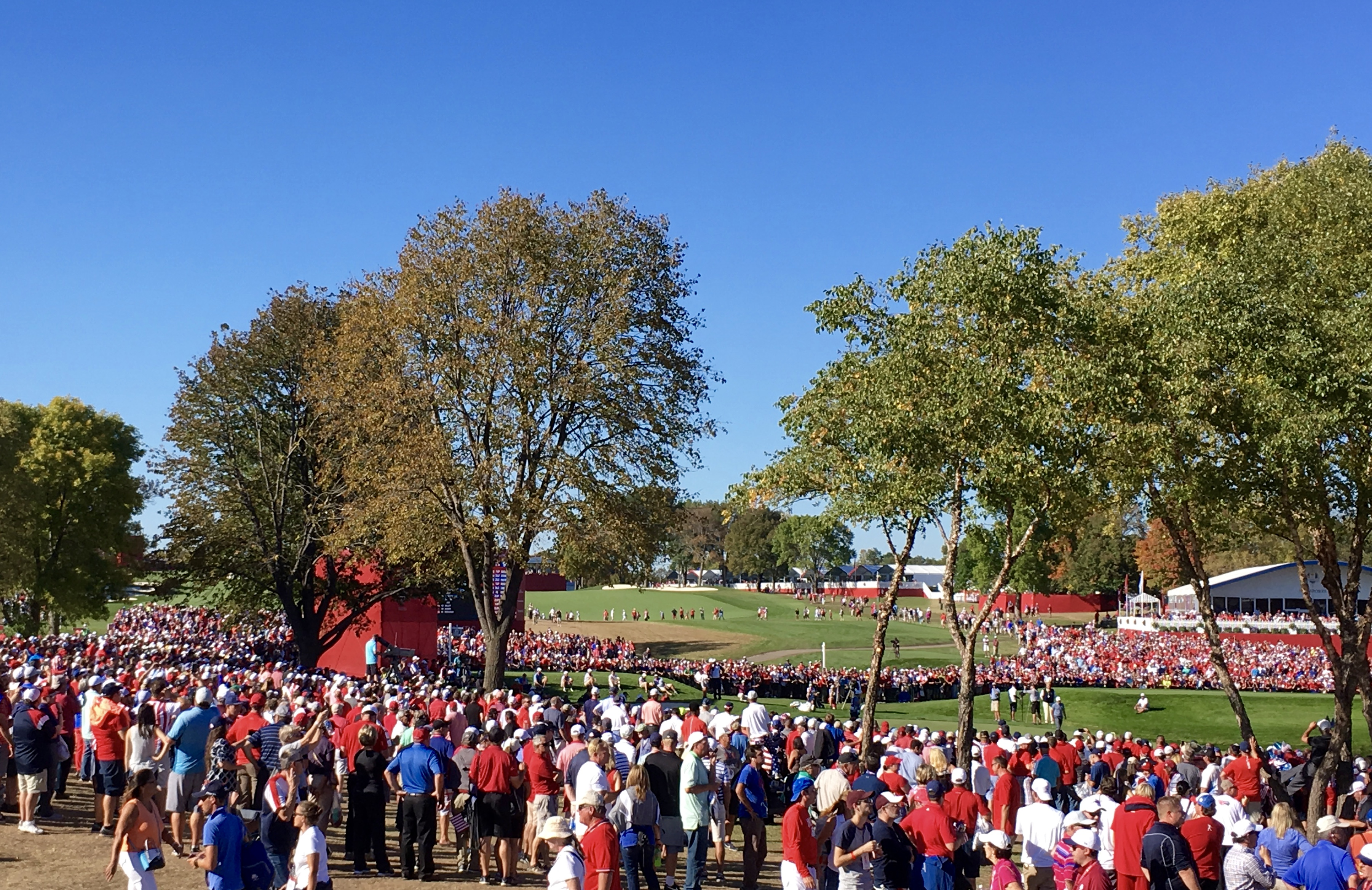
La folla si raduna attorno alla diciassettesima buca dell'Hazeltine National Golf Club a Chaska, Minnesota, durante la Ryder Cup 2016

La 41ª edizione della Ryder Cup si è tenuta all'Hazeltine National Golf Club di Chaska, Minnesota, dal 30 settembre al 2 ottobre 2016.
La squadra europea era la squadra detentrice della coppa. I capitani dei team erano Davis Love III per gli Stati Uniti e Darren Clarke per l'Europa.
Gli Stati Uniti hanno vinto la competizione per 17 a 11 e hanno riconquistato la Ryder Cup, che non vincevano dall'edizione del 2008.

## Formato
La Ryder Cup è un torneo match play, con degli incontri giocati sia a coppie che singolarmente. Il formato dell'edizione 2016 è il seguente:
- I giornata (venerdì) - 4 incontri foursome (colpi alternati tra i due giocatori) al mattino e 4 incontri four-ball ("quattro-palle": si utilizza il risultato migliore dei due giocatori) al pomeriggio
- II giornata (sabato) - 4 incontri foursome al mattino e 4 incontri four-ball al pomeriggio
- III giornata (domenica) - 12 incontri singoli.

Ogni incontro si disputa su un massimo di 18 buche. La vittoria di ogni incontro assegna un punto, nel caso di parità del match si assegna ½ punto a ciascuno, per un totale di 28 punti disponibili. 14½ punti sono necessari per vincere, ma 14 punti (ovvero un pareggio) sono sufficienti alla squadra detentrice per mantenere la coppa.

## Selezione dei giocatori
Ogni squadra è formata da 12 giocatori. La squadra europea è composta dai quattro giocatori che alla data del 28 agosto 2016 si trovavano ai primi posti della Ryder Cup European Points List, a cui si aggiungono i cinque giocatori che occupavano i primi posti della Ryder Cup World Points List ma che non facevano parte del precedente gruppo di quattro giocatori; gli ultimi tre giocatori sono stati scelti dal capitano. Il capitano ha scelto inoltre cinque vice-capitani: Ian Poulter, Paul Lawrie, Thomas Bjørn, Pádraig Harrington e Sam Torrance.
La squadra americana è composta dagli otto giocatori che al 28 agosto 2016 si trovavano nelle prime posizioni di una speciale classifica stilata in base ai guadagni di ogni giocatore nei quattro major del 2015, nei quattro eventi dei World Golf Championships e nel Players Championship 2016, nei tornei del PGA Tour e nei quattro major del 2016. Gli altri quattro giocatori sono stati scelti dal capitano, che ha scelto anche i cinque vice-capitani: Jim Furyk, Tom Lehman, Steve Stricker, Tiger Woods e Bubba Watson.

## Squadre
| Stati Uniti     |     |                        |                        |                     |                                              |
| Nome            | Età | Classifica a punti (W) | Classifica a punti (E) | Classifica mondiale | Note                                         |
| Davis Love III  | 52  |                        |                        |                     | Capitano non-giocatore                       |
| Dustin Johnson  | 32  | 1                      | 2                      | 2                   | 3ª partecipazione                            |
| Jordan Spieth   | 23  | 2                      | 1                      | 4                   | 2ª partecipazione                            |
| Phil Mickelson  | 46  | 3                      | 10                     | 15                  | 11ª partecipazione                           |
| Patrick Reed    | 26  | 4                      | 1                      | 8                   | 2ª partecipazione                            |
| Jimmy Walker    | 37  | 5                      | 1                      | 16                  | 2ª partecipazione                            |
| Brooks Koepka   | 26  | 6                      | 0                      | 22                  | Esordio nella Ryder Cup                      |
| Brandt Snedeker | 35  | 7                      | 1                      | 23                  | 2ª partecipazione                            |
| Zach Johnson    | 40  | 8                      | 4                      | 28                  | 4ª partecipazione                            |
| J. B. Holmes    | 34  | 10                     | 1                      | 21                  | Scelta del capitano, 2ª partecipazione       |
| Rickie Fowler   | 27  | 11                     | 2                      | 9                   | Scelta del capitano, 3ª partecipazione       |
| Matt Kuchar     | 38  | 12                     | 3                      | 17                  | Scelta del capitano, 4ª partecipazione       |
| Ryan Moore      | 33  | 20                     | 0                      | 31                  | Scelta del capitano, esordio nella Ryder Cup |

| Europa             |     |                        |                        |                     |                                              |
| Nome               | Età | Classifica a punti (W) | Classifica a punti (E) | Classifica mondiale | Note                                         |
| Darren Clarke      | 48  |                        |                        |                     | Capitano non-giocatore                       |
| Rory McIlroy       | 27  | 2                      | 1                      | 5                   | 4ª partecipazione                            |
| Danny Willett      | 28  | 3                      | 2                      | 10                  | Esordio nella Ryder Cup                      |
| Henrik Stenson     | 40  | 1                      | 3                      | 4                   | 4ª partecipazione                            |
| Chris Wood         | 28  | 7                      | 4                      | 27                  | Esordio nella Ryder Cup                      |
| Sergio García      | 36  | 4                      | 17                     | 11                  | 8ª partecipazione                            |
| Rafa Cabrera-Bello | 32  | 5                      | 7                      | 26                  | Esordio nella Ryder Cup                      |
| Justin Rose        | 36  | 6                      | 26                     | 9                   | 4ª partecipazione                            |
| Andy Sullivan      | 29  | 8                      | 5                      | 40                  | Esordio nella Ryder Cup                      |
| Matt Fitzpatrick   | 22  | 9                      | 6                      | 44                  | Esordio nella Ryder Cup                      |
| Martin Kaymer      | 31  | 13                     | 11                     | 50                  | Scelta del capitano, 4ª partecipazione       |
| Thomas Pieters     | 24  | 11                     | 9                      | 41                  | Scelta del capitano, esordio nella Ryder Cup |
| Lee Westwood       | 43  | 14                     | 15                     | 46                  | Scelta del capitano, 10ª partecipazione      |

## Risultati

### I giornata
Foursome, mattino
| Stati Uniti (bandiera) | Risultati | Europa (bandiera) |
| ---------------------- | --------- | ----------------- |
| Spieth/Reed            | 3 & 2     | Stenson/Rose      |
| Mickelson/Fowler       | 1 up      | McIlroy/Sullivan  |
| Walker/Z. Johnson      | 4 & 2     | García/Kaymer     |
| D. Johnson/Kuchar      | 5 & 4     | Westwood/Pieters  |
| 4                      | Sessione  | 0                 |
| 4                      | Totale    | 0                 |

Fonte:
Four-ball, pomeriggio
| Stati Uniti (bandiera) | Risultati | Europa (bandiera)    |
| ---------------------- | --------- | -------------------- |
| Spieth/Reed            | 5 & 4     | Rose/Stenson         |
| Holmes/Moore           | 3 & 2     | García/Cabrera-Bello |
| Snedeker/Koepka        | 5 & 4     | Kaymer/Willett       |
| D. Johnson/Kuchar      | 3 & 2     | McIlroy/Pieters      |
| 1                      | Sessione  | 3                    |
| 5                      | Totale    | 3                    |

Fonte:

### II giornata
Foursome, mattino
| Stati Uniti (bandiera) | Risultati | Europa (bandiera)    |
| ---------------------- | --------- | -------------------- |
| Fowler/Mickelson       | 4 & 2     | McIlroy/Pieters      |
| Snedeker/Koepka        | 3 & 2     | Stenson/Fitzpatrick  |
| Walker/Z. Johnson      | 1 up      | Rose/Wood            |
| Reed/Spieth            | pareggio  | García/Cabrera-Bello |
| 1½                     | Sessione  | 2½                   |
| 6½                     | Totale    | 5½                   |

Fonte:
Four-ball, pomeriggio
| Stati Uniti (bandiera) | Risultati | Europa (bandiera) |
| ---------------------- | --------- | ----------------- |
| Koepka/D. Johnson      | 3 & 1     | McIlroy/Pieters   |
| Holmes/Moore           | 1 up      | Willett/Westwood  |
| Mickelson/Kuchar       | 2 & 1     | Kaymer/García     |
| Reed/Spieth            | 2 & 1     | Rose/Stenson      |
| 3                      | Sessione  | 1                 |
| 9½                     | Totale    | 6½                |

Fonte:

### III giornata
Singoli
| Stati Uniti (bandiera) | Risultati | Europa (bandiera)  |
| ---------------------- | --------- | ------------------ |
| Patrick Reed           | 1 up      | Rory McIlroy       |
| Jordan Spieth          | 3 & 2     | Henrik Stenson     |
| J. B. Holmes           | 3 & 2     | Thomas Pieters     |
| Rickie Fowler          | 1 up      | Justin Rose        |
| Jimmy Walker           | 3 & 2     | Rafa Cabrera-Bello |
| Phil Mickelson         | pareggio  | Sergio García      |
| Ryan Moore             | 1 up      | Lee Westwood       |
| Brandt Snedeker        | 3 & 1     | Andy Sullivan      |
| Dustin Johnson         | 1 up      | Chris Wood         |
| Brooks Koepka          | 5 & 4     | Danny Willett      |
| Matt Kuchar            | 1 up      | Martin Kaymer      |
| Zach Johnson           | 4 & 3     | Matt Fitzpatrick   |
| 7½                     | Sessione  | 4½                 |
| 17                     | Totale    | 11                 |

Fonte: